# Dmitry Andreikin
Dmitry Vladimirovich Andreikin (russisk: Дмитрий Владимирович Андрейкин, født 5. februar 1990) er en russisk skakspiller og stormester. Han vandt Verdensmesterskabet i juniorskak i 2010 og har vundet Ruslandsmesterskabet i skak to gange (2012 og 2018).